# Culicoides isioloensis
Culicoides isioloensis är en tvåvingeart som först beskrevs av Cornet, Nevill och Walker 1974.  Culicoides isioloensis ingår i släktet Culicoides och familjen svidknott.
Artens utbredningsområde är Kenya. Inga underarter finns listade i Catalogue of Life.